# Радянська (протока)
Радянська протока (рос. Советский пролив, яп. 珸瑤瑁水道, кириліз.: Гойо:май-суйдо) — протока в Тихому океані, що розділяє острови Малої Курильської гряди (Кайґара, Моемошірі, Одоке, Суйшьо) від півострова Немуро острова Хоккайдо. З'єднує Південно-Курильську протоку на півночі та Тихий океан на півдні.
Довжина з північного заходу на південний схід — близько 6 км. Найменша ширина у межах глибин 20 м — 800 м. Найвужче місце знаходиться навпроти мису Носаппу, глибина у ньому 85 м. Названа по прикордонному положенню в Радянського Союзу.
Протока знаходиться в акваторіях Южно-Курильського міського округу Сахалінської області Російської Федерації та округу Немуро префектури  Хоккайдо Японії, по ній проходить російсько-японський кордон. Хоча Японія не визнає цього, вважаючи протоку своєю.
Середня величина припливу по берегах протоки 1,0 м. Взимку заповнена льодами. Берег переважно низький, порізаний. На берегах протоки виділяються миси Неприступний, Пилкий (острів Суйшьо) та Носаппу; знаходяться населені пункти Носаппу, Гойомай (Японія) та інші.